# Liste der Kulturdenkmale in Balgstädt
In der Liste der Kulturdenkmale in Balgstädt sind alle Kulturdenkmale der Gemeinde Balgstädt (Burgenlandkreis) und ihrer Ortsteile aufgelistet. Grundlage ist das Denkmalverzeichnis des Landes Sachsen-Anhalt, das auf Basis des Denkmalschutzgesetzes des Landes Sachsen-Anhalt vom 21. Oktober 1991 durch das Landesamt für Denkmalpflege und Archäologie Sachsen-Anhalt erstellt und seither laufend ergänzt wurde (Stand: 31. Dezember 2022).

## Kulturdenkmale nach Ortsteilen

### Balgstädt
| Lage                                                        | Bezeichnung    | Beschreibung | Erfassungs- nummer | Ausweisungsart               | Bild           |
| ----------------------------------------------------------- | -------------- | --- | ------------------ | ---------------------------- | -------------- |
| auf dem Rödel, südlich der Ortslage (Karte)                 | Sühnekreuz     | | 094 30040          | Kleindenkmal                 | BW             |
| auf dem Rödel, südlich der Ortslage (Karte)                 | Steinkreuz     | |                    | Kleindenkmal                 | BW             |
| Am Schloss 17, sichtbar im Putz der Umfassungsmauer (Karte) | Inschrifttafel | | 107 20019          | Kleindenkmal                 | BW             |
| Am Schloß 20 (Karte)                                        | Schloss        | Der große zweiflüglige Bau stammt aus der Mitte des 17. Jahrhunderts. Die drei Geschosse des Gebäudes werden von Gesimsbändern voneinander geschieden. An der Hauptfront befindet sich ein flacher Mittelrisalit. Ein Treppenturm mit einem achteckigen Aufsatz, Haube und Laterne befindet sich im Winkel der Gebäudeflügel. Das Gebäude hat ein hohes Walmdach mit Dachgaupen. | 094 83526          | Baudenkmal                   | Weitere Bilder |
| Am Schloß, Parkstraße (Karte)                               | Park           | Wahl | 094 83527          | Baudenkmal                   | BW             |
| Freyburger Straße 39, an der Burgenlandbahn (Karte)         | Kalkbrennerei  | Kalkbrennerei | 094 83528          | Baudenkmal                   | BW             |
| Freyburger Straße 39, an der Burgenlandbahn (Karte)         | Kalkofen       | Kalkofen | 094 83528 001      | Teilobjekt eines Baudenkmals | BW             |
| Lauchaer Straße 4 (Karte)                                   | Toranlage      | Toranlage | 094 83583          | Kleindenkmal                 | BW             |
| Lauchaer Straße 5 (Karte)                                   | Skulptur       | | 094 83529          | Kleindenkmal                 | BW             |
| Parkstraße 17 (Karte)                                       | Kirche         | | 094 83530          | Baudenkmal                   | Weitere Bilder |
| Parkstraße 4 (Karte)                                        | Pfarrhof       | | 094 83531          | Baudenkmal                   | BW             |
| Friedhof (Karte)                                            | Kriegerdenkmal | | 107 20012          | Baudenkmal                   | BW             |

### Burkersroda
| Lage                                                   | Bezeichnung | Beschreibung | Erfassungs- nummer | Ausweisungsart | Bild        |
| ------------------------------------------------------ | ----------- | --- | ------------------ | -------------- | ----------- |
| Brunnengasse (Karte)                                   | Brunnenhaus | gegenüber Brunnenasse 39 | 094 95614          | Baudenkmal     | Brunnenhaus |
| Brunnengasse 33 (Karte)                                | Toranlage   | | 094 95613          | Baudenkmal     | BW          |
| Brunnengasse 40, 41, Hauptstraße 11, 12, 13, 1 (Karte) | Straßenzug  | | 094 95615          | Denkmalbereich | BW          |
| Hauptstraße (Karte)                                    | Kirche      | Die Kirche besitzt einen massigen, spätgotischen Chorturm mit barocker Schweifhaube und Laterne. Der Chor ist kreuzgratgewölbt. Im Schiff befindet sich eine stuckierte Voutendecke aus dem späten 18. Jahrhundert. Die Ausstattung der Kirche (Kanzel, Altar und Orgel) ist in neugotischen Formen ausgeführt. Aus dem 1822 stammt die Bronzeglocke. | 094 95611          | Baudenkmal     | Kirche      |
| Hauptstraße 15, 29, 30 (Karte)                         | Straßenzug  | | 094 95612          | Denkmalbereich | BW          |
| östlich, außerhalb der Ortslage (Karte)                | Denkmal     | | 094 95610          | Baudenkmal     | Denkmal     |

### Dietrichsroda
| Lage                     | Bezeichnung    | Beschreibung | Erfassungs- nummer | Ausweisungsart | Bild           |
| ------------------------ | -------------- | --- | ------------------ | -------------- | -------------- |
| Dietrichsroda (Karte)    | Kirche         | Von der im Jahr 1732 errichteten Kirche sind nach einem Teilabbruch nur noch die Umfassungsmauern erhalten geblieben. | 094 95618          | Baudenkmal     | Weitere Bilder |
| Dietrichsroda (Karte)    | Kriegerdenkmal | nördlich Kirchenruine                                                                                                 | 094 95619          | Baudenkmal     | BW             |
| Dietrichsroda 16 (Karte) | Bauernhof      | | 094 95616          | Baudenkmal     | BW             |
| Dietrichsroda 20 (Karte) | Scheune        | | 094 95617          | Baudenkmal     | BW             |

### Größnitz
| Lage               | Bezeichnung    | Beschreibung | Erfassungs- nummer | Ausweisungsart | Bild   |
| ------------------ | -------------- | --- | ------------------ | -------------- | ------ |
| Größnitz (Karte)   | Kirche         | Die Kirche des Dorfes befindet sich außerhalb des Dorfes an einem Hang. Es ist ein mittelalterlicher, einschiffiger Bau, welcher 1734 in barockisiert wurde. Auf dem östlichen Teil des Schiffs befindet sich ein Dachreiter. Die Decke des Saals ist als flache Holztonne ausgeführt. Die Ausstattung ist einheitlich in Formen des Barock ausgeführt. Im Westen des Saals steht eine hufeisenförmige, zweigeschossige Empore. Der Kanzelaltar ist mit zwei seitlich davon stehenden Patronatsstühlen zusammengefasst. Der Taufstein in Kelchform wird mit einer Inschrift auf das Jahr 1608 datiert. | 094 81497          | Baudenkmal     | Kirche |
| Größnitz 17        | Inschriftstein | | 094 81500          | Baudenkmal     |        |
| Größnitz 8 (Karte) | Bauernhof      | | 094 81498          | Baudenkmal     | BW     |

### Hirschroda
| Lage                                                                 | Bezeichnung    | Beschreibung             | Erfassungs- nummer | Ausweisungsart | Bild           |
| -------------------------------------------------------------------- | -------------- | ------------------------ | ------------------ | -------------- | -------------- |
| Dorfstraße (Karte)                                                   | Kirche         |                          | 094 83493          | Baudenkmal     | Kirche         |
| Dorfstraße (Karte)                                                   | Kriegerdenkmal | östlich neben der Kirche | 094 83494          | Baudenkmal     | Kriegerdenkmal |
| Dorfstraße 5, 6, 7, 8, 9, 10, 11, 12, 13, 14, 15, 16, 17, 18 (Karte) | Straßenzug     |                          | 094 83491          | Denkmalbereich | BW             |
| Dorfstraße 27 (Karte)                                                | Bauernhof      |                          | 094 83492          | Baudenkmal     | BW             |

### Städten
| Lage                                                       | Bezeichnung    | Beschreibung | Erfassungs- nummer | Ausweisungsart | Bild   |
| ---------------------------------------------------------- | -------------- | --- | ------------------ | -------------- | ------ |
| Städten vor Dorfstraße 39 am südöstlichen Ortsrand (Karte) | Wegweiser      | | 094 84393          | Kleindenkmal   | BW     |
| Städten (Karte)                                            | Kirche         | Die evangelische Kirche des Ortes ist ein kleiner turmloser Rechteckbau aus dem 18. Jahrhundert. Aus dieser Zeit stammt auch die hölzerne Ausstattung mit Kanzelaltar, Gestühl und Empore. Im Jahr 1995 wurde der von der Gemeinde aufgegebene Bau notgesichert. | 094 81501          | Baudenkmal     | Kirche |
| Städten 17 (Karte)                                         | Inschriftstein | | 094 81503          | Kleindenkmal   | BW     |
| Städten 29, 30, 31, 36, 37, 40 (Karte)                     | Straßenzug     | | 094 81502          | Denkmalbereich | BW     |
| Städten 35 (Karte)                                         | Inschriftstein | | 094 81504          | Kleindenkmal   | BW     |

## Legende
In den Spalten befinden sich folgende Informationen:
- Lage: Nennt den Straßennamen und wenn vorhanden die Hausnummer des Kulturdenkmals. Die Grundsortierung der Liste erfolgt nach dieser Adresse. Der Link „Karte“ führt zu verschiedenen Kartendarstellungen und nennt die geographischen Koordinaten.
Link zu einem Kartenansichtstool, um Koordinaten zu setzen. In der Kartenansicht sind Baudenkmale ohne Koordinaten mit einem roten bzw. orangen Marker dargestellt und können in der Karte gesetzt werden. Baudenkmale ohne Bild sind mit einem blauen bzw. roten Marker gekennzeichnet, Baudenkmale mit Bild mit einem grünen bzw. orangen Marker.
- Offizielle Bezeichnung: Nennt den Namen, die Bezeichnung oder zumindest die Art des Kulturdenkmals und verlinkt, soweit vorhanden, auf den Artikel zum Objekt.
- Beschreibung: Nennt bauliche und geschichtliche Einzelheiten des Kulturdenkmals, vorzugsweise die Denkmaleigenschaften.
- Erfassungsnummer: Für jedes Kulturdenkmal wird in Sachsen-Anhalt eine 20stellige Erfassungsnummer vergeben. Die letzten zwölf Ziffern werden für die Untergliederung nach Teilobjekten genutzt und werden nur angegeben, soweit vergeben. In dieser Spalte kann sich folgendes Icon  befinden, dies führt zu Angaben zu diesem Baudenkmal bei Wikidata.
- Ausweisungsart: Die Einordnung des Denkmales nach § 2 Abs. 2 DenkmSchG LSA
- Bild: Ein Bild des Denkmales, und gegebenenfalls einen Link zu weiteren Fotos des Kulturdenkmals im Medienarchiv Wikimedia Commons. Wenn man auf das Kamerasymbol klickt, können Fotos zu Kulturdenkmalen aus dieser Liste hochgeladen werden: